# Tinogasta megye
Tinogasta egy megye Argentínában, Catamarca tartományban. A megye székhelye Tinogasta.

## Települések
A megye a következő nagyobb településekből (Localidades) áll:
| - Anillaco - Antinaco - Banda de Lucero - Cerro Negro - Copacabana - Cordobita - Costa de Reyes - El Pueblito - El Puesto - El Salado | - Fiambalá - La Puntilla - La Ramadita - Los Balverdi - Medanitos - Palo Blanco - Pampa Blanca - Punta del Agua - Santa Rosa - Saujil | - Tatón - Tinogasta |

Kisebb települései (Parajes):
| - Algarrobal - Barrio Las Lomas - Barrio Los Nacimientos - Barrio San Juan Bautista - Buena Vista - Chuquisaca - Ciénaga Grande - El Alto - El Angosto - El Bracho - El Breal - El Cachiyuyo - El Molino - El Paraná - El Puesto | - El Retiro - El Rincón - Guachin - La Aguadita - La Ciénaga - La Cienaguita - La Costa - La Falda - La Florida - La Isla - La Mesada de Zárate - La Cuesta de Tatón - La Quebrada del Cerco - Las Lajas - Las Termas | - Loma Pelada - Los Barrionuevo - Los Guaytima - Los Hoyitos - Los Palacios - Los Quinteros - Los Ranchillos - Los Robledos - Puesto El Leoncito - Río Colorado - San Pedro - Santa Cruz - Santo Tomás - Villa Luján - Zanjón de Apocango |